# Hepsetus cuvieri
Hepsetus cuvieri ist ein Raubfisch, der im südlichen Afrika vorkommt. Sein Lebensraum reicht vom Cuanza, dem Cunene, dem Okavango, dem oberer Sambesi und dem Kafue, dem südlichsten Teil des Kasai-Flusssystems bis zum mittleren und südlichen Kongobecken und zum Luapula. Die Art wurde 1861 durch den französischen Forschungsreisenden Francis de La Porte de Castelnau als Hydrocyonoides cuvieri beschrieben, 1984 aber von T. R. Roberts mit Hepsetus odoe synonymisiert. Im Jahr 2011 wurde Hepsetus cuvieri revalidiert. Er wurde von Hepsetus odoe anhand von morphologischen Merkmalen, wie der Schuppenformel, der Färbung und der Kiemenreusenstrahlen unterschieden.

## Merkmale
Hepsetus cuvieri hat einen torpedoförmigen aber seitlich abgeflachten Körper und wird etwa 35 Zentimeter lang. Der Kopf ist schmal und hoch, die Schnauze zugespitzt, schmal und kurz. Rücken und Afterflosse sitzen weit hinten. Sie sind marmoriert, messingfarben bis olivfarben oder dunkler bräunlich gefärbt. Der Rücken ist dunkler, die Seiten zeigen dunkelbraune Flecken, der Bauch ist cremefarben. Die Fettflossenbasis ist orange.
Von Hepsetus odoe kann Hepsetus cuvieri durch die geringere Zahl der Kiemenrechen (8–13 versus 14–21), die größere Zahl von Schuppen zwischen Rückenflosse und Seitenlinie (101/2–111/2 vs. 71/2–101/2) und eine größere Zahl von Schuppen zwischen Fettflosse und Seitenlinie (61/2–71/2 vs. 41/2–61/2) unterschieden werden. Die braunen Seitenstreifen, die Hepsetus odoe zeigt, werden bei Hepsetus cuvieri durch braune Flecken an den Körperseiten ersetzt.
- Schuppenformel: SL 48–55.